# Cuarteto de cuerda n.º 3 (Beethoven)

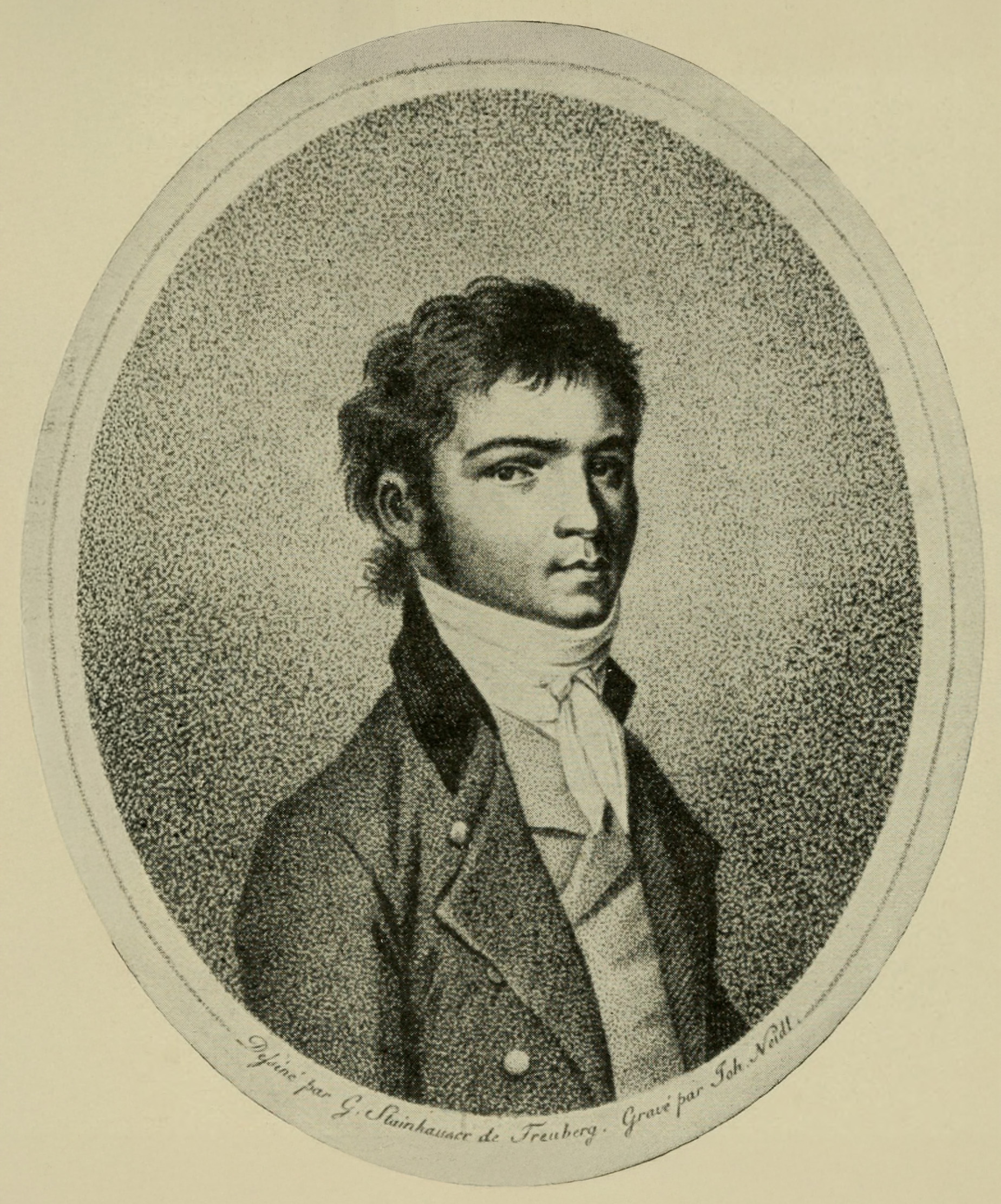
Beethoven en 1796.

El Cuarteto de cuerda n.º 3 en re mayor, Op. 18 n.º 3 es una pieza camerística compuesta por Ludwig van Beethoven entre 1798 y 1799. La partitura está dedicada al príncipe Joseph Franz von Lobkowitz. 

## Historia

### Composición

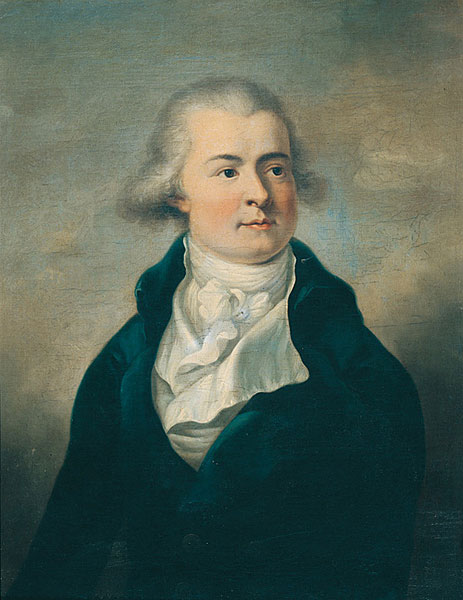
Príncipe Lobkowitz, dedicatario de la pieza.

Las seis piezas que conforman el Opus 18 son los Cuartetos n.º 1 en fa mayor, n.º 2 en sol mayor, n.º 3 en re mayor, n.º 4 en do menor, n.º 5 en la mayor y n.º 6 en si bemol mayor. La composición de esta obra se desarrolló desde el otoño de 1798 hasta enero de 1799. El número de opus de estos cuartetos se corresponde con el orden en que fueron impresos y no al orden en que fueron escritos. El orden de creación no se conoce con total seguridad debido a que se perdieron las partituras autógrafas, pero se puede deducir por los cuadernos de borradores. Así pues, el numerado como Op. 18/1 fue compuesto en segundo lugar mientras que el Op.18/3 fue el primero. El Op. 18/2 se compuso en tercer lugar. El Op. 18/4 probablemente fue el penúltimo en ser finalizado y el Op. 18/6 fue el último tanto en ser compuesto como en ser publicado. 

### Publicación
La primera publicación de este opus fue llevada a cabo por el editor Tranquillo Mollo en 1801 en Viena. La dedicatoria que figura en la partitura impresa era el Fürst (príncipe) Joseph Franz Maximilian von Lobkowitz, uno de los primeros y principales mecenas de Beethoven en Viena. Como muestra de gratitud, Beethoven dedicó al príncipe las siguientes composiciones musicales: las Sinfonías n.º 3 "Eroica", n.º 5 y n.º 6 "Pastoral", además de los seis Cuartetos de cuerdas Op. 18, el Triple concierto Op. 56, el Cuarteto de cuerdas Op. 74 y el ciclo de lieder An die ferne Geliebte. 

## Estructura y análisis
La pieza consta de cuatro movimientos:
- I. Allegro, en re mayor 2
2
- II. Andante con moto, en si bemol mayor 2
4
- III. Allegro, en re mayor 3
4
- IV. Presto, en re mayor 6
8

La interpretación de esta obra tiene dura aproximadamente 27 minutos.

### I.Allegro
El primer movimiento, Allegro, está escrito en la tonalidad de re mayor, en compás de 2/2 y sigue la forma sonata. El tema lírico principal en la exposición del primer movimiento está determinado por séptimas. Su melodía en el primer violín recuerda al Cuarteto de cuerdas n.º 21 en re mayor KV 575 de Wolfgang Amadeus Mozart. El tema lateral contrasta con la síncopa y la acentuación. Las variaciones en el tema principal, así como otras síncopas y sforzati, conducen a tresillos a seis voces en el desarrollo. La séptima domina en la reexposición antes de que el movimiento termine con rotundas octavas.

### II.Andante con moto
El segundo movimiento, Andante con moto, está en si bemol mayor y en compás de 2/4. El tema principal cantabile del segundo movimiento consiste en cuatro notas, que se repiten tres veces cada vez en un registro más agudo. Se contrapone a un alegre tema secundario. En éste, los instrumentos danzan de forma canónica, así como entre sí en las pausas. La recapitulación está dominada por semicorcheas subrayadas con sforzati, antes de que este movimiento termine en la coda en pausas cada vez más tenues. 

### III.Allegro
El tercer movimiento, Allegro, vuelve a la tonalidad inicial y el compás es de 3/4. Supone una desviación de la tradición, Beethoven ya no describe el tercer movimiento como "Scherzo", sino neutralmente con la indicación de tempo "Allegro", que es similar a los dos primeros movimientos. La parte media de este movimiento en menor (titulada "Minore") se caracteriza por carreras de trémolos. 

### IV.Presto
El cuarto y último movimiento, Presto, retoma de nuevo la tonalidad inicial y el compás pasa a ser 6/8. De los bocetos de Beethoven se puede ver que el compositor originalmente planeó un Finale diferente para el cuarto movimiento. La versión que finalmente incorporó al cuarteto es una exposición que consiste en un baile de Tarantella en seis u ocho compases, que no puede ser detenido por el tema secundario algo más tranquilo. En la implementación, dos instrumentos tocan el tema contra un tercero en una combinación constantemente nueva. En la coda la frase llega a un sorprendente final en un pianissimo.

## Discografía selecta
- 1942 – Cuarteto Busch (Sony).
- 1953 – Cuarteto Húngaro (EMI).
- 1959 – Cuarteto Fine Arts (Concert-Disc).
- 1968 – Cuarteto Italiano (Philips).
- 1974 – Cuarteto Végh (Auvidis-Valois).
- 1979 – Cuarteto Alban Berg (EMI).
- 2004 – Cuarteto Takács (Decca).
- 2008 – Cuarteto Párkányí (Praga).
- 2009 – Cuarteto de cuerda de Tokio (Harmonia Mundi).
- 2011 – Cuarteto Artemis (Virgin Classics).
- 2013 – Cuarteto Hagen (Myrios Classics).
- 2020 – Cuarteto Ébène (Erato).